# Tappa di decompressione
Una tappa di decompressione (detta anche pausa, fermata di decompressione o tappa di desaturazione) è il periodo di tempo che un subacqueo deve spendere ad una profondità costante alla fine di un'immersione subacquea per eliminare in sicurezza i gas inerti dal corpo col fine di evitare problemi quali, ad esempio, malattia da decompressione. La pratica delle tappe di decompressione è chiamata decompressione a stadi o decompressione a tappe. Le leggi della Fisica che regolamentano questa particolare attività sono la legge di Henry, relativa alla solubilità dei gas nei liquidi sotto pressione, e la legge di Dalton, che enuncia il meccanismo delle pressioni parziali dei gas; in base a queste leggi è possibile comprendere il meccanismo dell'assorbimento di gas, e relativa desaturazione, nell'organismo del subacqueo in immersione ed in riemersione.

## Effettuare una tappa

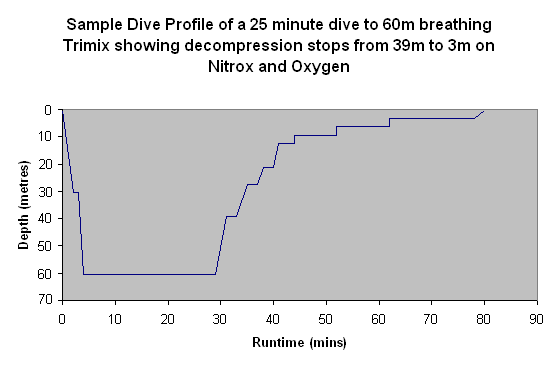

L'uso delle tabelle di decompressione o di computer subacquei consente al sub di capire il proprio profilo d'immersione, se siano necessarie o meno soste di decompressione e la durata e la profondità di queste. Una immersione no stop è quella che non richiede tappe durante la risalita. In realtà, però, come chiarito dai fisiologi (fisiologia della decompressione post-haldaniana) non esistono nella realtà immersioni no stop, ossia che non richiedono soste decompressive perché non sia necessaria una decompressione: ogni immersione è già di per sé interessata dai complessi meccanismi di assorbimento e di rilascio graduale dei gas inerti (azoto o elio) ed è quindi già, in fase di risalita, una effettiva "decompressione".
Immersioni corte o poco profonde possono necessitare di una singola, breve tappa di decompressione a profondità modesta, come nel caso della tappa di sicurezza. Immersioni profonde e molto lunghe necessitano spesso di numerose tappe di decompressione, ognuna più lunga e meno profonda della precedente. Come precauzione nel caso di malfunzionamenti o errori di calcolo (ma anche di una predisposizione alla malattia da decompressione non diagnosticata) molti subacquei effettuano una pausa di sicurezza aggiuntiva a quelle previste, tipicamente di 1-5 minuti a 3-6 metri di profondità. Questa viene effettuata anche in caso di risalita no stop.
In aggiunta alle tappe il subacqueo non deve superare la velocità di risalita di sicurezza; di solito il tempo per risalire da 6 metri di profondità sarà di almeno 1 minuto. Con le tabelle la velocità massima prevista è di 10 metri al minuto con profondità superiore ai 6 metri.

## Meccanismo

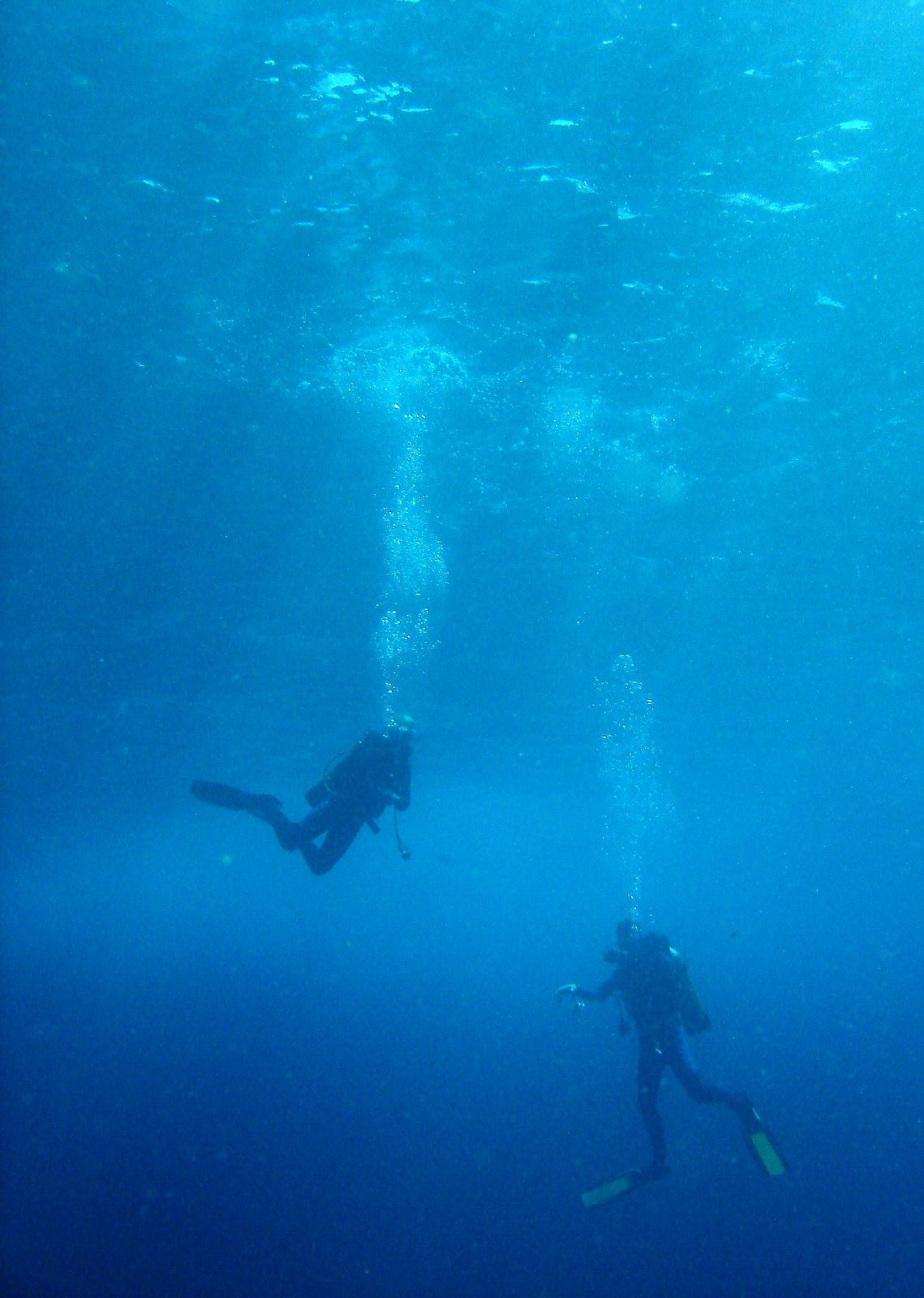
Subacquei in sosta di sicurezza.

Durante la pausa le microbolle dei gas inerti accumulati durante l'immersione e quindi presenti nel corpo del sub vengono espulse in sicurezza attraverso i polmoni. Se però non viene fornito abbastanza tempo per quest'operazione, risalendo queste bolle crescono di dimensione (per via della minore pressione ambientale) e possono causare gravi problemi.
Quando ci si immerge con miscele a base d'azoto le tappe di decompressione si effettuano tipicamente tra i 3 e i 20 metri di profondità, con miscele a base d'elio tra i 20 e i 40 metri.
Per la decompressione è molto importante anche l'intervallo tra un'immersione e l'altra, e può essere inteso come la più lunga delle tappe di decompressione. Tipicamente il corpo umano impiega delle 16 alle 24 ore per riprendere il normale livello di saturazione dopo un'immersione.
Solo i subacquei che respirano gas ad alta pressione possono aver bisogno di effettuare tappe decompressive. Un subacqueo che respira gas a pressione atmosferica, come ad esempio uno che pratica snorkeling, non ha bisogno di effettuare soste durante la risalita.

## Soste profonde
Alcuni studi recenti stanno verificando che la pratica di soste profonde a determinate profondità, a seconda di quella massima raggiunta, possono aiutare nella desaturazione dei gas e possono quindi ridurre il rischio di patologia da decompressione.
Secondo questi studi bisogna effettuare una sosta della durata di due minuti ad una profondità dove vi sia la metà della massima pressione raggiunta; ad esempio per un'immersione a 40 metri (pari a 5 atmosfere) la sosta profonda andrebbe effettuata a 15 metri (pari a 2,5 atmosfere). Dopodiché si può riprendere la risalita, avendo cura di rallentare man mano che ci si avvicina alla superficie.
Una semplice formula per il calcolo della sosta profonda è:
Negli studi effettuati dal Divers Alert Network è emerso che la combinazione di una velocità di risalita massima pari di 9 metri/minuto, una sosta profonda effettuata alla profondità equivalente alla metà della massima pressione raggiunta e una sosta prudenziale a 5 metri per 3-5 minuti aiuta in modo sensibile a prevenire eventuali patologie da decompressione.

## Tappe mancate
Un sub che salti una tappa di decompressione rischia di essere affetto da malesseri da decompressione. Più a lungo viene rimandata la sosta, più è alto il rischio. I motivi più comuni che portano a saltare una fermata sono la mancanza di gas da respirare per completare la sosta o la perdita del galleggiamento neutro. Uno degli scopi dei corsi di subacquea iniziali è di prevenire questi errori. Vi sono inoltre altre motivazioni meno prevedibili, come ad esempio un danneggiamento della muta subacquea in acque fredde, che porta a dover scegliere tra l'ipotermia e la patologia da decompressione.

## Decompressione a secco
Nel caso non sia possibile completare o effettuare le tappe di decompressione in acqua, per vari motivi quali i lunghi tempi, il freddo o malesseri, le tappe di decompressione possono essere effettuate in camera di decompressione, quindi in ambiente confortevole e soprattutto all'asciutto. È la tecnica che viene usata per esempio dai corallari professionisti, che dovendo eseguire lunghe tappe, ca 4 ore, effettuano una parte delle tappe in profondità, circa il 50% del tempo, ed il restante nella camera. In questo modo il mezzo navale è in grado di navigare e rientrare verso il porto, eliminando la necessità di stazionare sul punto di immersione soprattutto in caso di eventuale maltempo.